# قشلاق تشنار (مقاطعة بيله سوار)
قشلاق تشنار (بالفارسية: قشلاق چنار) هي مستوطنة تقع في إيران في قسم قشلاق الجنوبي الريفي. يقدر عدد سكانها بـ 27 نسمة .